# 公园路街道 (鄂尔多斯市)
公园街道，是中国内蒙古自治区鄂尔多斯市东胜区下辖的一个乡镇级行政单位。

## 行政区划
公园街道共辖以下地区：
育才社区、民生社区、园林社区、红波社区、新建社区、前进社区、通顺社区、碾盘梁村。